# ヤン・ハヴラサ
ヤン・ハヴラサ（チェコ語: Jan Havlasa、1883年12月22日 - 1964年8月11日）は、チェコの作家。本名はヤン・クレツァンダ（Jan Klecanda）。

## 経歴
1883年、チェコ西部の温泉町テプリツェに生まれる。当時チェコはハプスブルク帝国の一部であった。
ハヴラサは若い頃から旅行好きで、15歳の時にチェコ、モラヴィア、シレジアを徒歩で旅行したのを始め、当時のチェコ人にとってはロマンチックな秘境であったスロヴァキアのタトリ山岳地帯、イタリアなどに行き、旅行体験に基づいた小説を執筆した。文学的なデビュー作となる『山かげ スロヴァキア物語』（1901年）は17歳のときに出版された。
1904年11月、セントルイスで開催された万国博覧会の通信員としてアメリカ合衆国に渡った。カリフォルニア州ロサンジェルスに拠点をおいて旅行ジャーナリストとして活動した。1910年の後半から翌年にかけてタヒチ島に滞在していたときには、当時ハレー彗星の観測にたずさわっていたスロヴァキア出身の天文学者で、のちの独立運動家のミラン・ラスチスラウ・シチェファーニクと出会っている。
1912年春、長期の世界旅行に出る。アメリカ人のエルシー夫人（Elsie Havlasová）と共にサンフランシスコからハワイ諸島を経て、5月24日、横浜に到着する。日本に1年間滞在したあと、香港、シンガポール、マレー半島、インド、アラビアなどを経て、1913年10月はじめにチェコに戻る。帰国後は旅行記作家として執筆や講演の生活を送るが、1914年に第一次世界大戦が勃発すると「書物による人心攪乱」の容疑で軍法会議で有罪の宣告をうけ投獄される。
大戦が終わりハプスブルク帝国が解体され、チェコスロヴァキアが独立を獲得すると、ハヴラサは新生共和国の外交官としてチェコスロヴァキア政府代表団のメンバーに加わり、パリのヴェルサイユ講和会議に参加する。1920年から1924年までブラジル駐在チェコスロヴァキア大使を勤める。その後、チェコに帰国し文筆活動を続けるが、1929年から翌年にかけて国際連盟の極東アヘン問題に関する国際審議委員会の一員として東南アジアと南満州を訪問する。
第二次世界大戦がはじまりチェコスロバキアがナチス・ドイツの「保護」下におかれると、南アメリカに亡命する。戦後帰国するが、1948年2月にチェコスロヴァキアで共産党が政権をとると、ほどなくカリフォルニア州ロサンジェルスに転居した。
1964年8月11日（13日など諸説あり）、死去した。80歳没。

## 人物
旅行家であり、また多数の著作を残した執筆家であった。「最も多産なチェコ人作家」とも評されたという。

## 家族
父親のヤン・クレツァンダ（1855-1920）は、チェコ民族運動に関わった文学者でジャーナリストである。ハヴラサには弟がおり、ウラジミール・クレツァンダ（1888-1946）は両大戦間期にスロヴァキアのブラチスラヴァで学術活動をおこなった歴史家で、イジー・クレツァンダ（1890-1918）は第一次世界大戦中にロシアでチェコ独立運動に携わり、ロシア革命期にはマサリク派の政治活動家としてモスクワでソビエト政権と交渉をおこなったが、シベリアのオムスクで死去した。

## 日本との関わり
ハヴラサは1912年5月から1913年5月まで、およそ1年間日本に滞在した。日本をテーマにした最初のまとまった本は1917年に出版された『満願の庭―日本情緒の書』で、数編の短編小説と日記の一部が収められ、好評を博し自身の翻訳による英語版も出版された。その後、日本に関係する小説や旅行記として、
- 『霧への窓　日本の小説（一九一六‐一九一七年）』（1918年）
- 『日本内陸紀行　第一印象期（一九一二年）』（1924年）
- 『神々の道　日本散策　一九一二‐一九二六年』（1926年）
- 『日本の秋　わが生涯の断片』（1930年）
- 『魂のさすらい　日本情緒の書』（1931年）
- 『日本の春』（1932年）
- 『引き裂かれた心　日本情緒の書』（1932年）
- 『幻と奇跡　日本情緒の書』（1934年）
- 『無意識への階段　謎と調和』（1938年）

を出版している。そのうち『日本内陸紀行』『神々の道』『日本の秋』『日本の春』の4冊は日記形式で日本滞在時について記した旅行記で、全体で1年間の旅の記録となっている。
1920年に日本にチェコスロヴァキア公使館が開かれたときは初代公使の候補に考えられていたという。